# 鶴山駅 (慶尚北道)
鶴山駅（ハクサンえき）は、かつて慶尚北道浦項市北区に存在した朝鮮総督府鉄道東海南部線の鉄道駅である。日本統治時代の朝鮮で旅客業務と荷物の取り扱い業務を行っていたが、1945年7月10日に廃止された。

## 歴史
- 1919年6月25日：朝鮮軽便鉄道（後に朝鮮中央鉄道）慶東線浦項 - 当駅間延伸に伴い営業開始[1]。
- 1923年9月1日：会社合併により朝鮮鉄道の駅となる。
- 1928年7月1日：買収に伴い朝鮮総督府鉄道東海中部線の駅となる。
- 1930年2月26日：小荷物取り扱い開始[2]。
- 1936年12月1日：路線編入に伴い東海南部線の駅となる[3]。
- 1945年7月10日：廃止[4]。

当駅から興海駅まで延伸する計画があり、1940年に着工したが未成に終わった。

## 駅廃止後の現況
現在は痕跡がほとんど残っていない。浦項市北区鶴山洞のロッテ百貨店浦項店の場所にあったとみられる。現在は、鶴山駅があった場所の周辺に「鶴山路」などの地名が残っている。